# Sanagau
Sanagau (nep. सानागाउँ) – gaun wikas samiti w zachodniej części Nepalu w strefie Seti w dystrykcie Doti. Według nepalskiego spisu powszechnego z 2001 roku liczył on 480 gospodarstw domowych i 2612 mieszkańców (1298 kobiet i 1314 mężczyzn).